# Family (band)
 For alternative betydninger, se Family. (Se også artikler, som begynder med Family)
Family er et britisk rockband, som var aktivt fra slutningen af 1966 til oktober 1973, og igen, siden det i 2013 medvirkede i en række liveshows. Bandets stil er blevet karakteriseret som progressiv rock, fordi dets lyd ofte har udforsket andre genrer med elementer af folk, psychedelia, syre, jazz fusion og rock and roll. Bandet har opnået anerkendelse i Storbritannien både med albums koncertturneer og optrædener på festivaler.
Familiy havde indflydelse på Jethro Tull, og Ian Anderson har udtalt, at bandet var undervurderet. Både i sin vokale lyd og stil og sin dramatiske scene præsentation udøvede deres forsanger Roger Chapman en stærk tidlig indflydelse på Peter Gabriel. Bandets store udskiftninger i besætningen gennem den relativt korte første periode medførte en stor ændring i dets musikalske udtryk fra album til album. Family bliver blandt andet omtalt som et band, der uretfærdigt er gået i glemmebogen,. Sammenlignet med andre bands fra samme periode er det blevet omtalt som et "mærkværdigt band, der blev tiljublet af en lille, men højtråbende tilhængerskare". Det opnåede en pæn succes i Storbritannien og dele af Centraleuropa, men slog aldrig igennem i USA

## Historie

### Tidlig historie
Family blev dannet i 1966 i Leicester, England. Det udsprang delvis af The Farinas' medlemmer John "Charlie" Whitney, Tim Kirchin og Jim King. Ric Grech blev hyret i stedet for Kirchin på bas og Roger Chapman fulgte i løbet af 1966 efter som forsanger. Familys debut single "Scene Through The Eye of a Lens/Gypsy Woman" blev udgivet af Liberty Records i oktober 1967, men fik ingen succes. Trommeslageren Harry Ovenall blev kort efter udskiftet med Rob Townsend. Family skrev kontrakt med Reprise Records og dets debutalbum Music in a Doll's House blev indspillet i foråret 1968.. Det udkom i juli 1968 og nåede en plads som nr. 35 på salgslisterne i Storbritannien, hvilket især tilskrives den positive anmelderkritik. samt en stærk support fra BBC Radio 1's John Peel. Senere har det opnået en udbredt anerkendelse som et klassisk eksempel på psychedelic rock. Albummet har en original sound, som understregede Chapmans vokal med rødder i blues og R&B,. Denne blev understøttet af adskillige usædvanlige instrumenter for et rock band, hvor multi-instrumentalisterne Grech og King betjente saxofoner, violin, cello og harmonika.
Sammen med Pink Floyd, Soft Machine, The Move og The Nice blev Family hurtigt en af de attraktive grupper på psychedelic/progressive "underground" scenerne. Deres livsstil har inspireret til en roman fra 1969 med titlen Groupie, skrevet af Jenny Fabian. I bogen optrådte Family under pseudonymet, 'Relation'. Efterfølgeren til det første album, Family Entertainment, nedtonede de psykedeliske eksperimenter. . Den opnåede en sjetteplads på UK Albums Chart, Med successen i Storbritannien i bagagen arrangerede bandet en turne i april 1969 i USA. Undervejs på denne forlod Grech uventet bandet for at tilslutte sig den nye supergruppe Blind Faith. Grech blev erstattet med John Weider, som havde turneret med Eric Burdon and The Animals. Turneen blev ramt af flere uheldige episoder. I Fillmore East, hvor Family optrådte sammen med Ten Years After og The Nice, mistede Chapman kontrollen over mikrofonstativet. Chapman valgte herefter at optræde med hænderne langs siden, men mistede stemmen ved slutningen af turneen. Familys ry i USA blev belastet heraf og de opnåede aldrig siden større opmærksomhed der.
Efter at være vendt tilbage til England optrådte bandet ved The Rolling Stones' Hyde Park koncert og senere på året ved Isle of Wight Festival. I slutningen af 1969 blev Jim King bedt om at forlade Family på grund af "utilladelig opførsel" og erstattet af multi-instrumentalist John "Poli" Palmer.
I begyndelsen af 1970 udgav Family deres 3. studiealbum, A Song for Me; produceret af bandet selv. Det blev deres højst placerede album i Storbritannien. hvor det nåede fjerdepladsen. Dette album var en blanding af hard rock og folk rock. Familys rekonstruerede besætning spillede live ved flere af de store festivals samme sommer, blandt andre Isle of Wight Festival for andet år i træk. Bandet optrådte i dokumentarfilmen Message to Love om sidstnævnte festival.
Familys næste album Anyway blev udgivet i slutningen af 1970. Det bestod af nyt materiale, hvoraf halvdelen var indspillet live i Fairfield Hall in Croydon, England, mens den anden halvdel blev indspillet i studiet. Dette album nåede en syvendeplads på den engelske salgsliste. I marts 1971 udkom et opsamlingsalbum, Old Songs New Songs, som bestod af nye versioner af kendte sange samt nogle sjældne numre. I juni forlod Weider Family til fordel for Stud. Han blev erstattet med Mogul Thrashs tidligere bassist John Wetton.
Ligesom Grech havde gjort i Familys originale besætning, var Wetton et supplement til Chapmans vokal, blandt andet på bandets højest placerede singleplade "In My Own Time/Seasons", som nåede fjerdepladsen og albummet Fearless fra oktober 1971. Albummet nåede hitlisterne både i Storbritannien og i USA. I 1972 udkom albummet Bandstand, som lænede sig op ad hard rock traditionen Fra dette stammer to singler "Burlesque", udgivet i efteråret 1972 og "My Friend the Sun", udgivet i foråret 1973.Samme år forlod først John Wetton bandet (og sluttede sig til King Crimson) og senere John "Poli" Palmer. De blev erstattet med bassisten Jim Cregan og keyboardspilleren Tony Ashton.
Denne version af Family udgav i 1973 It's Only a Movie, bandets sidste studiealbum. Dette blev fulgt af en turne, inden konstellationen opløstes i efteråret 1973.

### Nyere historie
Den 2. februar 2013 blev bandet genforenet i Shepherds Bush Empire, London. Her bestod det af Roger Chapman, Poli Palmer, Rob Townsend og Jim Cregan samt gæstemusikere fra Chapmans Band, Paul Hirsh, John Lingwood, Nick Payn, Gary Twigg og Geoff Whitehorn. Koncerten blev hurtigt udsolgt, hvorefter der blev programsat en ekstra koncert den følgende dag.  I 2014 - 2016 foretog Family hvert år nogle få optrædener, især på festivaler i England og Italien.

### Medlemmer
Nuværende medlemmer
- Roger Chapman – vocals, harmonica, tenor saxophone, percussion (1966–1973, 2013–nu)
- Rob Townsend – drums, percussion (1967–1973, 2013–nu)
- John "Poli" Palmer – keyboards, flute, vibraphone, synthesisers (1969–1972, 2013–nu)
- Jim Cregan – bas, guitars (1972–1973, 2013–nu)

Tidligere medlemmer
- John "Charlie" Whitney – guitars, sitar, keyboards (1966–1973)
- Jim King – saxofoner, harmonika, piano, vocals (1966–1969)
- Ric Grech – bass, violin, cello, vocals (1966–1969)
- Harry Ovenall – drums, percussion (1966–1967)
- John Weider – bass, guitar, violin (1969–1971)
- John Wetton – bass, guitar, vocals (1971–1972)
- Tony Ashton – keyboards, accordion, mellotron, vocals (1972–1973)

### Gæstemusikere
- Dave Mason – mellotron (on Music in a Doll's House)
- Nicky Hopkins – piano (on Family Entertainment)
- George Bruno – organ (on A Song for Me)
- Linda Lewis – backing vocals (on Bandstand)
- Peter Hope-Evans – harmonika (on It's Only a Movie)
- Geoff Whitehorn – guitar (2013)
- John Lingwood – trommer, percussion (2013)
- Gary Twigg – bas (2013)
- Paul Hirsh – keyboards (2013)
- Nick Payn – sax, harmonika (2013)

### Studiealbums
- Music in a Doll's House (UK & US Reprise, 1968)
- Family Entertainment (UK & US Reprise, 1969)
- A Song for Me (UK & US Reprise, 1970)
- Anyway (UK Reprise & US United Artists, 1970)
- Fearless (UK Reprise & US United Artists, 1971)
- Bandstand (UK Reprise & US United Artists, 1972)
- It's Only a Movie (UK Raft & US United Artists, 1973)